# Якуб бей джамия
Якуб бей джамия (на турски: Yakub Bey Camii) или Атик джамия (Âtik Camii, Старата джамия) или Чарши джамия (Çarsi Camii) е мюсюлмански храм в западномакедонския град Лерин, Гърция.

## Местоположение
Джамията е разположена на улица „Папаконстантинос Неретис“, северно от седмичния пазар (чаршията) и затова носи и името Чарши джамия. В района освен пазара са разположени и сградите на османската администрация и това е най-старият мюсюлмански квартал на Лерин.

## История
Джамията е построена от Якуб бей, сина на Гази Евренос бей през юни 1473 година. В османско време това е най-луксозната джамия от седемте в града. Издържа се от малко пространство от открития пазар. Според османския пътешественик Евлия Челеби, посетил Лерин след средата на XVII век, Чарши джамия е посещавана от много вярващи. До джамията е имало халветийско теке, имарет и тюрбе.
Градските джамии функционират до заминаването на мюсюлманското население от град Лерин през лятото на 1924 година. На 12 април 1926 година Общинският съвет единодушно решава незабавно да събори градските джамии. Две джамии са изключени от това решение, една от които е Якуб бей джамия. През периода 1953-1954 година джамията е съборена с изключение на част от основата на минарето на височина 3,80 m.

## Архитектура
Стари снимки показват, че джамията е била едноетажна правоъгълна сграда с четирискатен покрив, покрит с плочи в османски стил. На южната, източната и западната фасада има прозорци един до друг. По-долните прозорци са правоъгълни, а горните засводени. Единственото минаре е разположено от югозападната ѝ страна. Височината му е била 15 m. Входът му е от източната страна, която е била в контакт с джамията. Вътре в минарето има кръгло стълбище, което води към върха. Минарето е тухлено с шестоъгълен план с четирискатен покрив и правоъгълни отвори със светлинни светлини. Подът е бил павиран. В зидарията се използват главно речни камъни и хоросан - като свързващо вещество.
Морфологията на джамията и структурните елементи на минарето говорят за сграда от XVIII век.